# Telebasis demarara
Telebasis demarara là một loài chuồn chuồn kim trong họ Coenagrionidae.
Telebasis demarara được Williamson miêu tả khoa học năm 1917.